# Wenrich von Trier
Wenrich von Trier († nach 1090), auch Winrich von Trier, war Leiter der Schule an der Trierer Domkirche. Im Jahr 1080 – nach der am 7. März 1080 erfolgten, zweiten Bannung des deutschen Königs Heinrich IV. (1056–1106) durch Papst Gregor VII. (1073–1085) – schrieb Wenrich einen Brief an den Papst, allerdings unter dem Namen des Verduner Bischofs Dietrich (1047–1089).
In dem Traktat äußert sich der Trierer Gelehrte über die mit der Bannung verbundene Eidlösung, waren doch durch päpstliche Verfügung alle der königlichen Herrschaft Unterworfenen von ihrem Treueid dem Herrscher gegenüber entbunden. Wenrich, der im Investiturstreit auf der Seite des Königtums stand, macht nun dagegen massive Bedenken geltend und weist nach, dass das Papsttum mit der Eidlösung seine (vermeintlichen) Moralvorstellungen über das durch den Treueid begründete Recht des Königs stellt. Aus dem Alten und Neuen Testament sei aber herzuleiten, dass man selbst den Eid gegenüber bösen und gottlosen Personen einzuhalten habe. Hielte man sich nicht daran, so handle man trotz des moralischen Anspruchs sündhaft.
Wenrich ist auch Autor des Lehrgedichtes "De conflictu ovis et lini", welches aus 770 leoninischen Hexametern besteht.

## Ausgaben
- Wenrich von Trier: Epistola sub Theoderici episcopi Virdunensis nomine composita. In: Quellen zum Investiturstreit. 2. Teil: Schriften über den Streit zwischen Regnum und Sacerdotium (= Freiherr vom Stein-Gedächtnisausgabe. Reihe A: Ausgewählte Quellen zur deutschen Geschichte des Mittelalters. Bd. 12b). Übersetzt von Irene Schmale-Ott. Wissenschaftliche Buchgesellschaft, Darmstadt 1984, S. 68–119
- Winrich von Trier: Der Streit zwischen Schaf und Lein. Lateinisch/Deutsch. Hrsg., zum ersten Mal in eine andere Sprache übersetzt und kommentiert von Paul Dräger. Kliomedia, Trier 2010.